# Húsárfjall
Húsárfjall är en kulle i republiken Island. Den ligger i regionen Austurland, 300 km öster om huvudstaden Reykjavík. Toppen på Húsárfjall är 549 meter över havet.
Trakten runt Húsárfjall är nära nog obefolkad, med mindre än två invånare per kvadratkilometer. Det finns inga samhällen i närheten. Trakten runt Húsárfjall består i huvudsak av gräsmarker.